# Тризенберг
Тризенберг (лихт. Trisabäärg) је град и највећа општина Кнежевине Лихтенштајн. У општини живи 2.604 становника. Површина општине је 29.8 км² док је центар општине смештен на 884 метара надморске висине.

## Историја
Тризенберг је познат по свом различитом говорном дијалекту који потиче од варијанте Валсајских досељеника у 14. веку. Овај дијалект се активно промовише од стране општине. Постојање овог дијалекта је доказ говорне разноврсности у Лихтенштајну где се углавном говори стандардним немачким језиком и алеманским дијалектом.

## Географија
Општина броји девет села: Гафлај, Малбун, Мазеша, Ротенбоден, Замина, Зилум, Штег, Зика и Вандерберг. У селу Малбун се налази једино активно скијалиште у држави. Скијалиште се налази недалико од границе са Аустријом.

## Галерија
- Парохиска црква Св. Јозеф
- Село Малбун